# Противотанковая собака
Противотанковая собака — специально дрессированная военная собака с укреплённым на ней зарядом взрывчатого вещества.
Собака забиралась под танк, срабатывал датчик цели (деревянный штырь длиной около 20 сантиметров) и заряд взрывался непосредственно под днищем танка. Собаки применялись Красной армией во время Великой Отечественной войны против танков вооружённых сил нацистской Германии.

## История
Решение о применении собак в военных целях было принято Реввоенсоветом СССР в 1924 году.

В 1930 году слушатель курсов военного собаководства Шошин предложил использовать собак против танков, а командир взвода 7-го полка связи Нитц дал предложению техническое обоснование. В 1931—1932 годах в Ульяновской окружной школе служебного собаководства были проведены первые испытания. Позже испытания были продолжены в Саратовской бронетанковой школе и лагерях 57-й армии в Забайкалье, в 1935 году — на Научно-исследовательском автобронетанковом полигоне в Кубинке.
Собаки-истребители танков (официальное советское название) были приняты на вооружение в 1935 году.
Во второй половине 1941 года под руководством доктора физико-математических наук Н. М. Рейнова для оснащения противотанковых собак были разработаны взрыватели новой конструкции
Одна из советских воинских частей по подготовке таких собак в 1940-е годы располагалась в районе подмосковного посёлка Ново-Гиреево (сейчас — район Москвы Новогиреево), где была создана Центральная школа младших специалистов служебного собаководства. После войны эта часть окончательно была передислоцирована в Дмитровский район Московской области.
Собакам, оставшимся в живых к концу Великой Отечественной войны, была оказана честь принять участие в Параде Победы на Красной площади.

## Дрессировка
Собаку не кормили несколько дней и приучали её, что еду можно найти под танком. Далее собаке прикрепляли макет взрывного устройства и дрессировали залезать под танки уже с ним; «мясо им давалось из нижнего люка танка». Наконец, учили не пугаться движущихся и стреляющих танков.
Обучали также, подбираясь к танку, избегать обстрела танковыми пулемётами; в частности, приучали залезать под танк не спереди, а сзади.

## Применение
В боевых условиях собаку держали впроголодь, в нужный момент укрепляли на ней настоящее взрывное устройство — около 12 кг взрывчатки, по другим сведениям — «от 4 до 4,6 кг с игольчатым детонатором»; непосредственно перед применением снимали предохранитель и выпускали собаку навстречу вражескому танку. Мина взрывалась под относительно тонким днищем танка. Собака при этом погибала.
В литературе отмечены несколько случаев успешного применения противотанковых собак:
- В районе Глухова, на участке 160-й стрелковой дивизии шестью собаками было уничтожено пять немецких танков[10].
- в сражении под Волоколамском осенью 1941 года первые два из четырёх немецких танков, прорвавшихся по Волоколамскому шоссе через оборонительные позиции советских войск в тыл были уничтожены двумя противотанковыми собаками, выпущенными из кювета на обочине шоссе. После этого два уцелевших танка развернулись и отступили, оставив без прикрытия начавшую было продвигаться вслед за ними немецкую пехоту[11].
- Пауль Карель описывает эпизод поражения немецкого танка в октябре 1941 года на окраине города Карачев[12]:

Командиры танков ждали в башнях. Только что прозвучал приказ ротного:
— Все ко мне, встать справа. Остановиться. Глушить моторы.
Захлопали открывающиеся люки. В этот момент танкисты увидели двух бегущих по полю овчарок с «седлами» на спине.
— Что это у них там на спинах? — в удивлении проговорил радист.
— Я думаю, сумки с донесениями. Или это санитарные собаки, предположил стрелок. Первая собака поднырнула прямо под головной танк. Вспышка, приглушенный грохот, фонтаны грязи, клубы пыли, яркое пламя. Унтер-офицер Фогель первым понял, что происходит.
— Собака! — закричал он. — Собака!
Стрелок выхватил P-08 «Парабеллум» и выстрелил во вторую собаку. Промахнулся. Выстрелил снова. И опять мимо. Из танка № 914 дали автоматную очередь. Животное, словно споткнувшись, перелетело через голову…
В советских источниках ничего не пишут об этом дьявольском оружии, собаках-минах. Но нет никакого сомнения, что они существовали и применялись, поскольку об этом говорится в дневниках солдат и офицеров из разных частей и соединений, например, 1-й и 7-й танковых дивизий
- Во время Сталинградской битвы в районе аэродрома взвод собак-истребителей уничтожил 13 танков[10].
- в ходе битвы на Курской дуге, 5 июля 1943 года, собаками-истребителями танков были подорваны 12 танков[10][8], на что было израсходовано 16 собак (4 собаки были убиты до подхода их к танкам противника)[13].

## Эффективность
По данным советских источников, собаками было подбито до 300 танков противника.
Собаки представляли проблему для немцев, поскольку танковый пулемёт располагался достаточно высоко и с трудом попадал в быстро перемещающуюся у поверхности земли собаку. Немецкое командование обязало каждого солдата пристреливать любую собаку, появляющуюся в поле зрения. Охотиться на собак предписывалось даже лётчикам истребителей люфтваффе — с самолётов[нужен лучший источник].
Со временем солдаты вермахта стали применять против собак установленные на некоторых танках огнемёты, что оказалось достаточно эффективной мерой противодействия, однако некоторых собак остановить всё равно не удавалось.
Так или иначе, к 1942 году использование противотанковых собак было сильно затруднено, большое их число выходило из-под контроля, стремилось вернуться обратно в расположение советских войск и подвергало их опасности. Через некоторое время противотанковые собаки перестали использоваться.
Некоторые авторы утверждают, что применение собак было малоэффективным.

## Послевоенный период
Тренировка противотанковых собак продолжалась как минимум до июня 1996 года

…спецназ будет очень широко использовать собак… также для… задачи исключительной важности — для уничтожения ядерных вооружений противника.
 Собаку намного легче научить незамеченной подбираться к ракете или самолёту,
чем подлазить под рычащий грохочущий танк. Как и раньше, собаки будут доставлять заряд весом около 4 кг, но заряды такого веса сегодня более мощные, чем они были в последнюю войну, а детонаторы стали несравнимо более совершенными и безопасными, чем раньше. Детонаторы, разработанные для этого вида заряда, срабатывают только при контакте с металлом, и не срабатывают при случайном контакте с длинной травой, ветками или другими объектами.
— Виктор Суворов, книга «Спецназ».
Есть сведения об использовании противотанковых собак движением Вьетминь во время Индокитайской войны в конце 40-х годов.
Во время Иракской войны отмечена как минимум одна попытка подрыва повстанцами американского конвоя с помощью собаки.

## В искусстве
Собакам-истребителям танков посвящено одноименное стихотворение волгоградского поэта Павла Великжанина.
Процесс подготовки и боевого применения противотанковых собак описан в романе писателя-фронтовика Василия Великанова «Приключения укротителя».
Также о них рассказывается в песне «Рыжий» автора-исполнительницы Кошки Сашки, посвящённой Центральной школе военного собаководства Красная звезда (сейчас 470 Учебно-методический центр Министерства Обороны РФ)
В Волгограде, на площади Чекистов, 28 мая 2011 года установлен памятник собакам-подрывникам.